# Traiania abundantis
Traiania abundantis is een hooiwagen uit de familie Zalmoxioidae.